# Theodor Schneider
Theodor Schneider (Frankfurt am Main, 7 de maio de 1911 — Freiburg im Breisgau, 31 de outubro de 1988) foi um matemático alemão.
É conhecido por ter formulado e provado o teorema de Gelfond-Schneider.
Schneider estudou de 1929 a 1934 em Frankfurt. Resolveu o sétimo problema de Hilbert em sua tese, o que depois tornou-se conhecido como o teorema de Gelfond-Schneider. Foi depois assistente de Carl Ludwig Siegel na Universidade de Göttingen, onde permaneceu até 1953. Foi depois professor da Universidade de Erlangen (1953–1959) e finalmente até aposentar-se foi professor da Universidade de Freiburg (1959–1976). Durante seu tempo em Freiburg foi também diretor do Instituto de Pesquisas Matemáticas de Oberwolfach, de 1959 a 1963.

## Obras
- Einführung in die Theorie der transzendenten Zahlen, Springer 1957 (German, French translation 1959)
- Transzendenzuntersuchungen periodischer Funktionen, Teil 1,2, Journal für Reine und Angewandte Mathematik, volume 172, 1934, pp. 65–69, 70-74, online: part 1[ligação inativa], part 2[ligação inativa] (dissertation in which he solved Hilbert's 7th problem, German)